# ناثان داهلبرغ
ناثان داهلبرغ (بالإنجليزية: Nathan Dahlberg)‏ ولد بتاريخ 22 فبراير 1964 في وانجانوي، هو دراج نيوزلندي سابق.

## روابط خارجية
- ناثان داهلبرغ على موقع أرشيف الدراجات (الإنجليزية)
- ناثان داهلبرغ على موقع إحصائيات الدراجات الإحترافية (الإنجليزية)